# David Parland

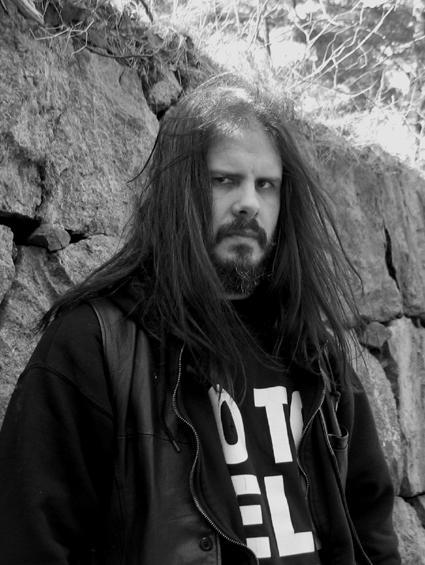
David Parland (2009)

David Parland (* 26. September 1970 in Schweden; † 19. März 2013 ebenda) war ein schwedischer Gitarrist, der unter dem Namen Blackmoon bekannt wurde. Er war Gründungsmitglied der Bands Necrophobic, Dark Funeral, War und Infernal.

## Leben
David Parland war Gründungsmitglied von Necrophobic und Dark Funeral. Mit dieser Band nahm er die erste selbstbetitelte EP sowie das Debütalbum The Secrets of the Black Arts auf. Er war außerdem an der Black-Metal-Supergroup War beteiligt. 1996 verließ Parland Necrophobic und Dark Funeral und gründete die Black-Metal-Band Infernal, die mehrere EPs veröffentlichte.
Parland gründete 1994 das Independent-Label Hellspawn Records, mit denen er unter anderem die Veröffentlichung seiner eigenen Bands Infernal, War sowie die Debüt-EP von Dark Funeral veröffentlichte. Weitere Bands auf seinem Label waren VON (deren Aufnahmen er als Bootleg veröffentlichte), Abruptum und Deathwitch. Zudem veröffentlichte das Label diverse Tributalben für Bathory und Morbid Angel.
Von 2002 bis 2009 verließ er die Metal-Szene weitestgehend, gründete dann jedoch überraschend 2009 ein neues, zunächst namenloses Projekt, das schließlich zu einer Neuauflage von Infernal wurde.
Parland verstarb am 19. März 2013. Die Umstände seines Todes waren zunächst ungeklärt. Später wurde bekannt, dass er sich selbst das Leben nahm.

## Diskografie

### Mit Necrophobic
- 1990: Slow Asphyxiation (Demo)
- 1991: Unholy Prophecies (Demo)
- 1992: The Call (EP, Wild Rags Records)
- 1993: The Nocturnal Silence (Black Mark Production)
- 1994: Bloodfreezing (Demo)
- 1996: Die by the Sword auf Slatanic Slaughter II – A Tribute to Slayer (Black Sun Records)
- 1996: Spawned by Evil (Black Mark Production)
- 1997: Darkside (als Gastmusiker auf Black Moon Rising, Black Mark Production)
- 1998: Enter the Eternal Fire auf In Conspiracy with Satan – A Tribute to Bathory (No Fashion Records, Hellspawn Records, Mystic Production)
- 2010: Satanic Blasphemies (Box-Set, Regain Records)

### Mit Dark Funeral
- 1994: Dark Funeral (EP, Hellspawn Records)
- 1996: The Secrets of the Black Arts (No Fashion Records)

### Mit War
- siehe War (Metal-Band)#Diskografie

### Mit Infernal
- siehe Infernal (schwedische Band)#Diskografie